# Manifattura "A' Rosai"
La manifattura di ceramiche rinascimentali di Borgo San Lorenzo (Firenze) detta A' Rosai era anticamente operante in via dell'Ammannati, attuale via Montebello.
Operante nell'ultimo ventennio del XVI secolo, produceva ceramica ingobbiata, semplice o graffita, dipinta e invetriata. Inoltre la manifattura produceva anche vasellame per la cucina, come versatoi e ceramica marmorizzata a varie policromie.
Numerosi reperti portati alla luce durante uno scavo eseguito negli anni ottanta nel centro della cittadina, portò alla luce un numero considerevole di reperti oggi esposti nel museo della ceramica di Borgo San Lorenzo allestito in Villa Pecori-Giraldi.
La fornace a' Rosai venne lasciata in eredità da Antonio di Tommaso Burattini ai figli Romualdo, Girolamo, Bartolomeo, Giuseppe e Giovandomenico. Questa ripartizione ereditaria numerosa, assieme ai molti oneri da affrontare derivanti da questa proprietà e tenuto conto anche della situazione economica del territorio in quegli anni della seconda metà del XVII secolo, che fu tra i peggiori per l'economia toscana dell'epoca, portò alla crisi la manifattura, interessando soprattutto la figura di Giuseppe, che dai dati storici appare come il continuatore dell'attività paterna. Egli fu costretto alla chiusura dell'attività dal podestà di Borgo San Lorenzo su richiesta dell'Arte di Por S. Piero e Fabbricanti, per mancato pagamento della tassa di matricola.
Nel gennaio 1697 tale proprietà detta a' Rosai venne venduta per 140 scudi al Monastero di S. Caterina, confinante con la propria proprietà alla famiglia Burattini.
Da questo momento non esiste più un dato storico che menzioni produzione di ceramica da questa manifattura, risulta soltanto nell'Archivio storico del Comune di Borgo San Lorenzo un atto datato 1697 all'interno della decima del 1776, che menziona tale proprietà ancora avente le caratteristiche di produzione di ceramica.
Nel periodo produttivo, all'interno della Manifattura oltre ai titolari, svolsero mansione artistica anche numerosi altri ceramisti dell'epoca, come la famiglia Sarti e altri arrivati a Borgo San Lorenzo da Montelupo Fiorentino.
Raffinati manufatti dall'inconfondibile tipologia della manifattura a' Rosai sono stati rinvenuti lungo le mura di cinta di Firenze e nell'area pratese, in gran parte del versante appenninico e nelle principali chiese e monasteri di tutta la zona dell'Arcidiocesi fiorentina e fiesolana.